# Ullstorp norra
Ullstorp norra är en bebyggelse utmed riksväg 11 strax öster om Tomelilla och norr om kyrkbyn i Ullstorps socken i Tomelilla kommun i Skåne. SCB avgränsar här en småort sedan 2020.